# 3FM Serious Request 2015
3FM Serious Request 2015 was de twaalfde editie van Serious Request, de jaarlijks terugkerende actie van de Nederlandse radiozender 3FM waarbij geld wordt ingezameld voor projecten van het Rode Kruis. Bij deze editie werd geld ingezameld voor kinderen en jongeren in oorlogsgebieden, en ze werd gehouden op het Pancratiusplein in Heerlen van 18 tot en met 24 december 2015.

## Doel
Doel van deze editie waren kinderen en jongeren in oorlogsgebieden. Onder het motto Keep them going werd geld binnengehaald voor het Rode Kruis.

## Voorgeschiedenis
- Nadat op 27 mei 2013 bekend werd gemaakt dat Serious Request 2014 zou gaan plaatsvinden in Haarlem werd kort hierop door Timur Perlin bekendgemaakt dat Serious Request 2015 zal plaatsvinden in Heerlen. Het is de eerste keer dat de goededoelenactie plaatsgevonden heeft in de provincie Limburg.[2]

Het glazen huis stond op het Pancratiusplein naast de Sint-Pancratiuskerk, net voor het Glaspaleis.
- Dit was de eerste editie waarbij Eric Corton niet de reportages en radiofragmenten maakt voor 3FM Serious Request. Hij had het te druk met andere activiteiten en hierdoor gingen Paul Rabbering en Wijnand Speelman op reis om de reportages te maken.[3]

De reis van Paul ging naar Syrië, waarbij hij met kinderen in het oorlogsgebied heeft gesproken. Wijnand maakte een reis naar Congo voor 3FM Serious Request. Deze reis had hetzelfde doel als die van Paul.
- Op 10 november 2015 werd bekend dat Giel Beelen, Paul Rabbering en Domien Verschuuren in het Glazen Huis gingen zitten. Nieuw was dat er iedere 24 uur een vierde dj in een speciaal kamertje in het huis zit, die zo veel mogelijk geld moet inzamelen. Roosmarijn Reijmer, Michiel Veenstra, Frank van der Lende, Eva Koreman en Wijnand Speelman namen ieder een dag plaats in het huis.
- Op 7 december werd bij Giel het themanummer voor het eerst ten gehore gebracht.
- Op 10 december werd bij Frank van der Lende de veilingsite officieel geopend.

### Alle kandidaatsteden
| Kandidaatstad | Provincie    |
| ------------- | ------------ |
| Heerlen       | Limburg      |
| Spijkenisse   | Zuid-Holland |

## Tijdschema
Hieronder volgt het tijdschema van Serious Request 2015.
| Dag       | Dag       | 02.00–06.00 Graveyardshift | 06.00–10.00 | 10.00–14.00 | 14.00–18.00                             | 18.00–22.00                                         | 22.00–02.00                                         | 4e dj                    |                     | Stand (rond 20.30) |
| --------- | --------- | -------------------------- | ----------- | ----------- | --------------------------------------- | --------------------------------------------------- | --------------------------------------------------- | ------------------------ | ------------------- | ------------------ |
| 1         | vr 18 dec | —                          | —           | —           | 14.00–16.00 Annemieke 16.00–18.00 Frank | 18.00–20.30 Sander 20.30–02.00 Giel, Domien en Paul | 18.00–20.30 Sander 20.30–02.00 Giel, Domien en Paul | —                        | —                   |                    |
| 2         | za 19 dec | Domien                     | Giel        | Domien      | Paul                                    | Domien                                              | Giel                                                | —                        | € 1.218.037         |                    |
| 2         | za 19 dec | Domien                     | Giel        | Domien      | Paul                                    | Domien                                              | Giel                                                | 12.00–12.00 Roosmarijn   | € 1.218.037         |                    |
| 3         | zo 20 dec | Paul                       | Giel        | Domien      | Paul                                    | Giel                                                | Paul                                                | € 2.446.754              |                     |                    |
| 3         | zo 20 dec | Paul                       | Giel        | Domien      | Paul                                    | Giel                                                | Paul                                                | € 2.446.754              | 12.00–12.00 Michiel |                    |
| 4         | ma 21 dec | Domien                     | Giel        | Domien      | Paul                                    | Domien                                              | Giel                                                | € 3.276.916              |                     |                    |
| 4         | ma 21 dec | Domien                     | Giel        | Domien      | Paul                                    | Domien                                              | Giel                                                | € 3.276.916              | 12.00–12.00 Eva     |                    |
| 5         | di 22 dec | Paul                       | Giel        | Domien      | Paul                                    | Giel                                                | Paul                                                | € 4.592.880              |                     |                    |
| 5         | di 22 dec | Paul                       | Giel        | Domien      | Paul                                    | Giel                                                | Paul                                                | € 4.592.880              | 12.00–12.00 Wijnand |                    |
| 6         | wo 23 dec | Domien                     | Giel        | Domien      | Paul                                    | Giel                                                | Domien                                              | € 5.524.704              |                     |                    |
| 6         | wo 23 dec | Domien                     | Giel        | Domien      | Paul                                    | Giel                                                | Domien                                              | € 5.524.704              | 12.00–12.00 Frank   |                    |
| 7         | do 24 dec | Paul                       | Giel        | Domien      | Paul                                    | 16.00–21.30 Giel, Domien en Paul                    | —                                                   | € 7.000.000 (rond 19.35) |                     |                    |
| 7         | do 24 dec | Paul                       | Giel        | Domien      | Paul                                    | 16.00–21.30 Giel, Domien en Paul                    | —                                                   | € 7.000.000 (rond 19.35) | —                   |                    |
| Eindstand | Eindstand | Eindstand                  | Eindstand   | Eindstand   | Eindstand                               | Eindstand                                           | Eindstand                                           | Eindstand                | Eindstand           | € 8.466.249        |

## Meest aangevraagde liedjes

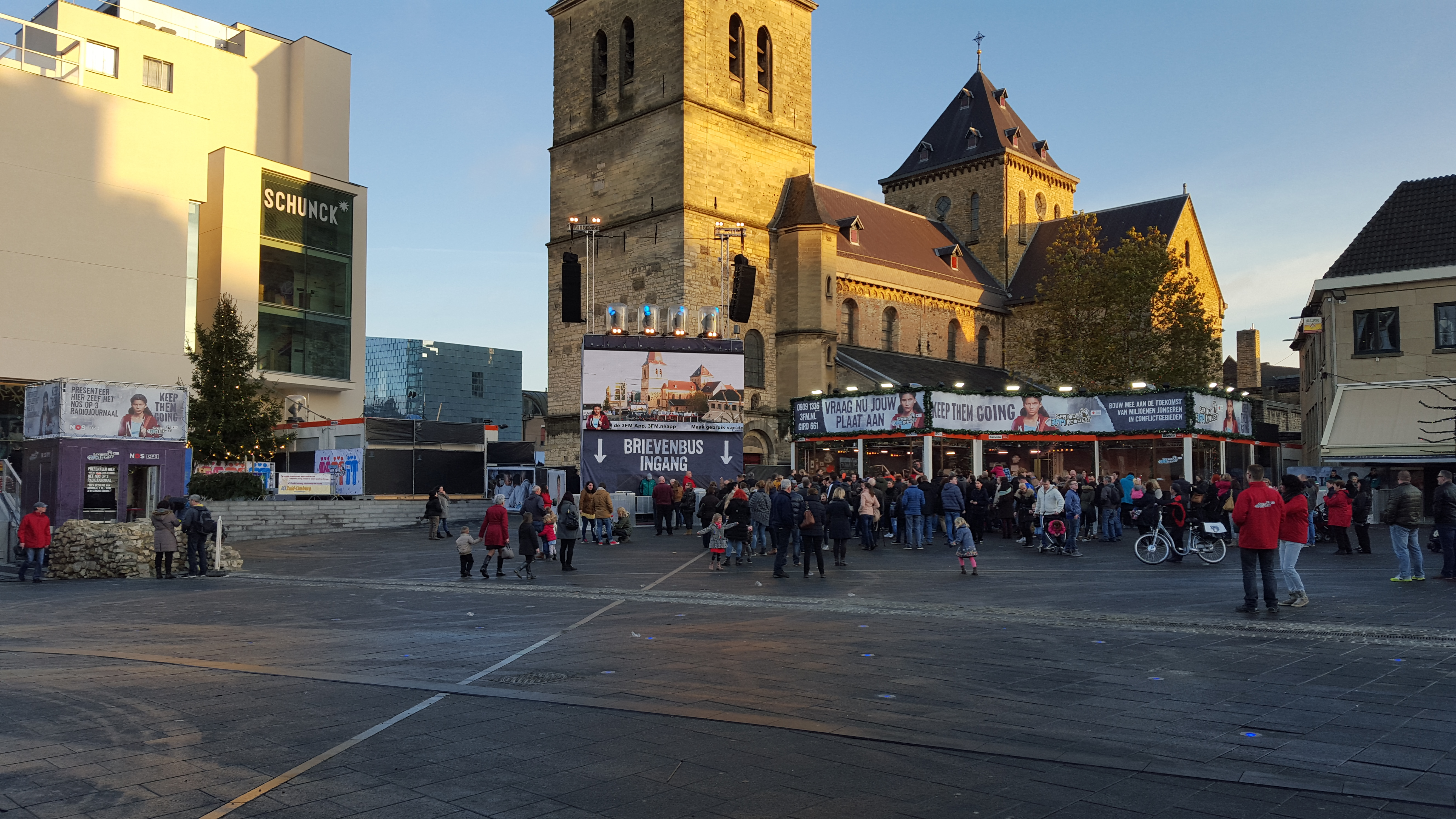
Het Glazen Huis met links het Glaspaleis

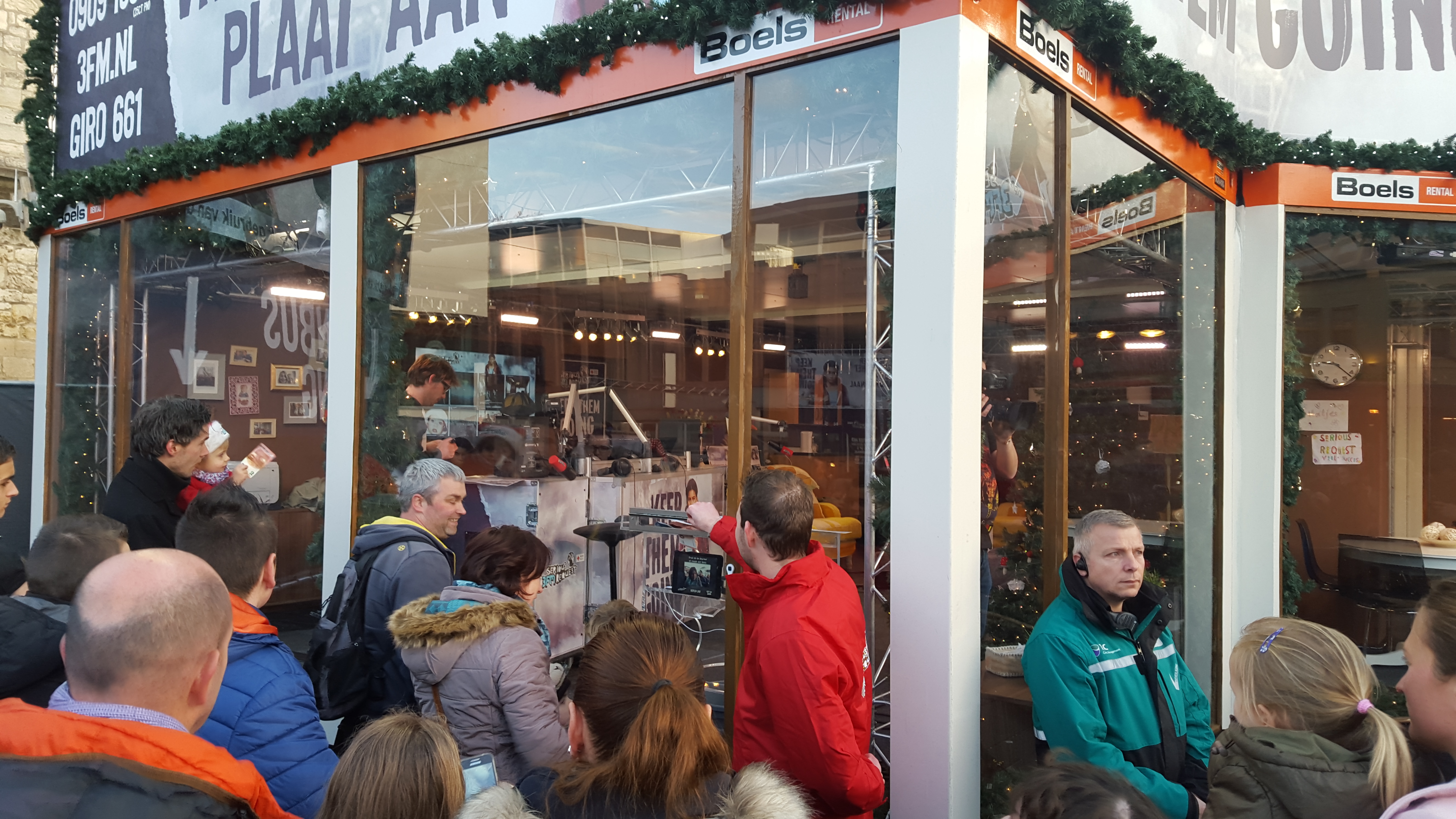
De voorkant van het Glazen Huis

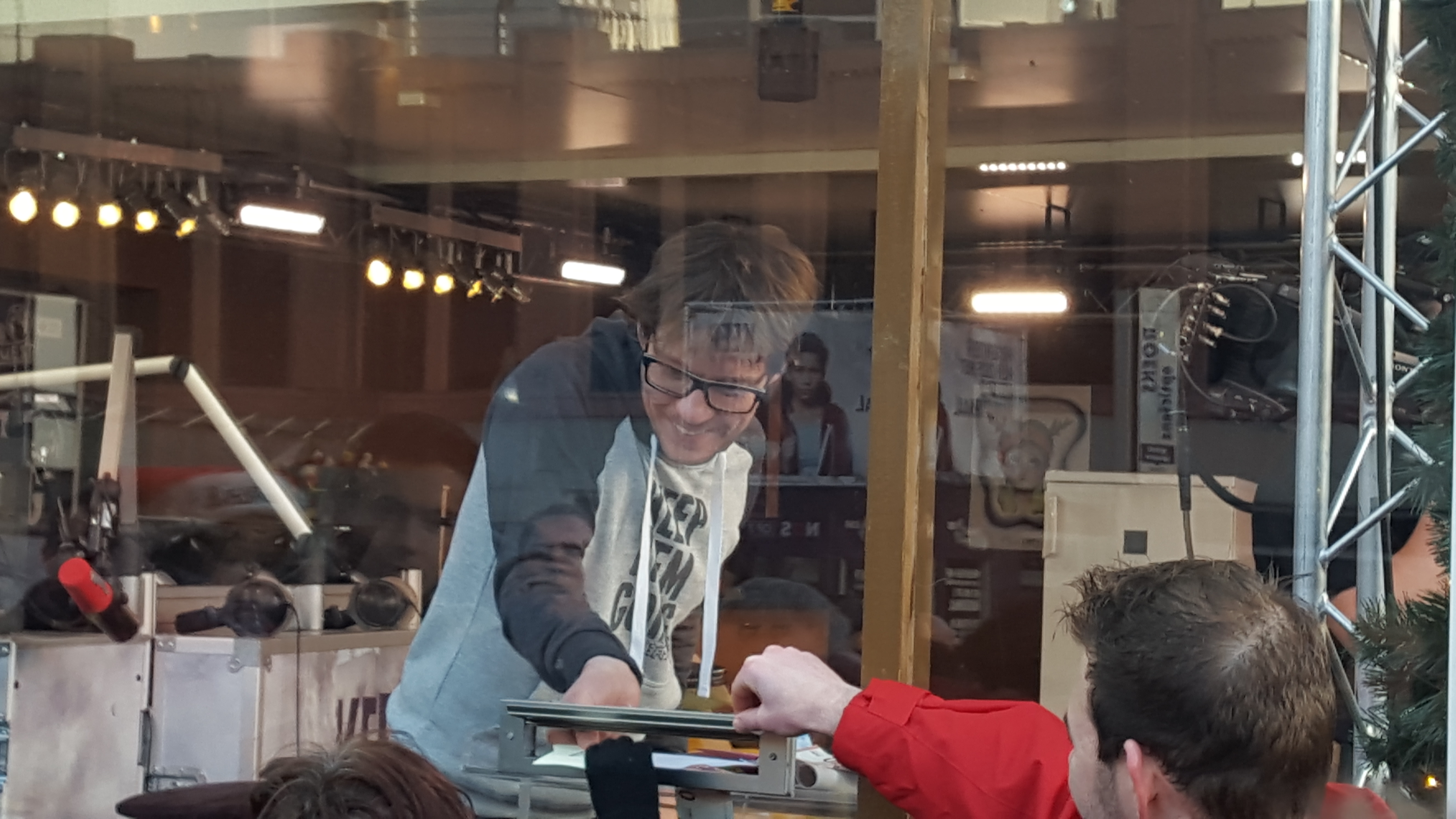
Giel Beelen achter de brievenbus

Tussenstanden werden dagelijks rond 17.45 uur bekendgemaakt.
| Dag       | Nummer 1                              | Nummer 2                                          | Nummer 3                                          |
| --------- | ------------------------------------- | ------------------------------------------------- | ------------------------------------------------- |
| za 19 dec | Adele - Hello                         | Claudia de Breij - Mag ik dan bij jou             | Justin Bieber - Sorry                             |
| zo 20 dec | Claudia de Breij - Mag ik dan bij jou | Adele - Hello                                     | Armin van Buuren ft. Kensington - Heading Up High |
| ma 21 dec | Adele - Hello                         | John Lennon - Imagine                             | Lukas Graham - 7 Years                            |
| di 22 dec | Adele - Hello                         | Armin van Buuren ft. Kensington - Heading Up High | Typhoon - Niet weglopen                           |
| wo 23 dec | Adele - Hello                         | Typhoon - Niet weglopen                           | Claudia de Breij - Mag ik dan bij jou             |
| do 24 dec | Typhoon - Niet weglopen               | Claudia de Breij - Mag ik dan bij jou             | Adele - Hello                                     |

## Andere dj's
De andere dj's van 3FM deden ook speciale acties voor Serious Request:
| Dj                                                                                            | Actie                                | Opbrengst     |
| --------------------------------------------------------------------------------------------- | ------------------------------------ | ------------- |
| Rámon Verkoeijen                                                                              | Kerstdiner                           | € 150.002,46  |
| Michiel Veenstra                                                                              | Challenge: Cupcakes bakken           | € 11.068,85 * |
| Roosmarijn Reijmer                                                                            | Challenge: We all benefiet           | € 21.364,60   |
| Wijnand Speelman                                                                              | Challenge: Kom in actie Hulplijn     | € 4.464       |
| Eva Koreman                                                                                   | Challenge: Van paperclip tot €75.000 | € 23.284 *    |
| Frank van der Lende                                                                           | Feestjes geven                       | € 27.341      |
| Frank van der Lende                                                                           | Challenge: online colleges geven     | € 4.035       |
| Frank van der Lende, Barend van Deelen, Wijnand Speelman, Sander Hoogendoorn en Herman Hofman | Benefietwedstrijd 3FM vs RTL         | € 12.000      |
| Mark van der Molen                                                                            | Meedoen aan De Noordkaap Challenge   | € 109.260,65  |

* Bij zowel de challenge van Michiel als die van Eva is dit de eindstand na de 24 uurs challenge, maar totale eindstand kan nog hoger worden. Bepaalde onderdelen van o.a. de veiling/kom in actie site lopen nog langer door.

### Verslaggeving
| Dj's                                                            | Actie                                               |
| --------------------------------------------------------------- | --------------------------------------------------- |
| Paul Rabbering                                                  | Reportages vanuit Syrië                             |
| Wijnand Speelman                                                | Reportage vanuit Congo                              |
| Sander Hoogendoorn, Saskia Weerstand en Eva Koreman*            | Serious Request updates op NPO 101TV en 3fm.nl/live |
| Annemieke Schollaardt, Michiel Veenstra* en Roosmarijn Reijmer* | Serious Request journaals op NPO 1                  |
| Annemieke Schollaardt                                           | Verslaggeving vanaf het Plein                       |

* Rond de Challenge Day van Roosmarijn, Michiel en Eva worden zij vervangen door Joram Kaat.